# Esse å
Esse å (finska Ähtävänjoki) är Lappajärvi sjös utlopp i Bottenviken. Esse ås huvudfåra börjar i Alajärvi sjö och rinner längs Kurejoki till Lappajärvi sjö, därifrån genom Välijoki till Evijärvi (sjö) varifrån egentliga Esse å börjar. Ån rinner genom Pedersöre och går ihop med Purmo å en kilometer före den rinner ut i Larsmosjön. Huvudfåran har en längd på 120 km och en fallhöjd på ca 200 m. Tillrinningsområdet är 2054 km² och finns i kommunerna Soini, Alajärvi, Vindala, Lappajärvi, Evijärvi, Pedersöre och Jakobstad.

## Natur
Sjöarna gör Esse ås vattendrag unik i österbottniska sammanhang. Ån ingår i Natura 2000 på basis av förekomsten av flodpärlmussla, som är skyddad enligt naturvårdslagen och klassificerad som en starkt hotad art, och bäcköring. I ån förekommer också utter, flygekorre, dvärgnäckros och brakved. Fiskbeståndet består naturligt av abborre, gädda och mört, medan öring och harr planteras varje år.